# 住院医师
住院医师是指通常在医院以及诊所負責住院、急診、門診值班工作的醫生。住院醫生的級別比主任医师要低，而且還要在他們的監督下展開工作。有些住院醫生由剛從學校畢業的醫生擔任。